# Гун-ван
Гун-ван (кит. упр. 周共王, пиньинь Zhōu Gòng Wáng; ум. 900 до н. э.) — 7-й ван Западной Чжоу в 922—900 до н. э. Собственное имя И-ху.

## Биография
Сын чжоуского Му-вана.
Вступил на престол в первый месяц весны.
Сыма Цянь приводит единственный эпизод его правления, позаимствованный из Го юй. Однажды ван путешествовал по реке Цзин в обществе Кан-гуна из княжества Ми. Во время этой поездки гуну прислали в подарок трех наложниц. Мать Кан-гуна сказала сыну: Нужно поднести девушек вану. Ведь трое диких животных составляют цюнь — стаю, три человека составляют чжун — толпу, а три женщины составляют цань — роскошь. Ван на охоте не бьет всей стаи, гун, разъезжая, не снисходит до всех людей, ван, используя [прислужниц], не берет трех из одного рода. [Присланные] три девушки — прекрасные создания. [Хотя] народ и дает тебе красавиц, но какими же добродетелями ты заслужил их? Даже ван не заслуживает такого, что же говорить о таких ничтожных, как ты! [Если ты], ничтожный,
заберешь эти создания, то в конце концов непременно погибнешь".
Кан-гун не послушался совета матери и в следующем году (согласно Чжу шу цзи нянь, в 918 году до н. э. ) Гун-ван уничтожил удел Ми.
Гун-вану наследовал сын Цзянь.